# Driehoeknevel

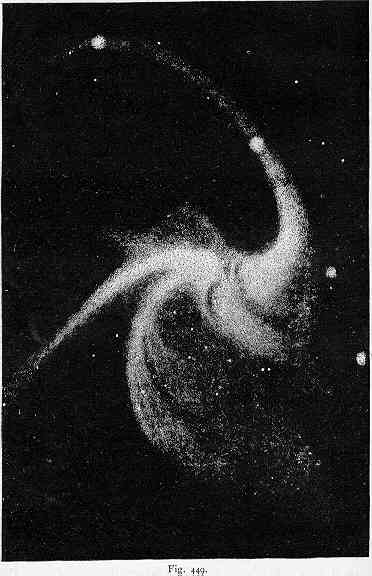
Tekening van Messier 33 door Lord Rosse (omstreeks 1845)

M33 of Driehoeknevel is de aanduiding van een spiraalvormig sterrenstelsel dat op een afstand van 3 miljoen lichtjaar staat. De nevel is voor 1654 ontdekt door Giovanni Battista Hodierna en herontdekt door Charles Messier op 25 augustus 1764.
Het sterrenstelsel nadert met een snelheid van 182 km/s de Melkweg en is door middel van zwaartekracht losjes aan de Andromedanevel gebonden. Het is een zusterstelsel van ons sterrenstelsel en maakt deel uit van de Lokale Groep. Vier H-II-gebieden in het stelsel: NGC 588, NGC 592, NGC 595 en NGC 604 (linksonder op de foto) hebben een eigen NGC aanduiding gekregen, . 

## Zichtbaarheid
M33 staat in het sterrenbeeld Driehoek (Triangulum) en kan alleen onder uitzonderlijk goede omstandigheden met het blote oog gezien worden. Hiermee is het een van de verst verwijderde objecten die met het blote oog te zien zijn. Door de grote uitgestrektheid en de lage oppervlaktehelderheid is een gewone verrekijker of een telescoop met een zo laag mogelijke vergroting het meest geschikt om M33 waar te nemen.